# Bruce Baumgartner
Bruce Robert Baumgartner (ur. 2 listopada 1960 w Haledon w stanie New Jersey) – najbardziej utytułowany amerykański zapaśnik w stylu wolnym. Czterokrotny medalista olimpijski, w tym dwa razy złoty. Dziewięć razy na podium Mistrzostw Świata. Trzykrotny złoty medalista mistrzostw świata, igrzysk i mistrzostw panamerykańskich. Po zakończeniu kariery trener zapasów. Od 1997 roku pełni funkcję Director of Athletics na Edinboro University of Pennsylvania.
Siedmiokrotny zdobywca Pucharu Świata w 1984, 1986, 1989, 1990, 1991, 1994, 1997. Cztery razy drugie miejsce w 1982, 1988, 1993, 1995. Wygrał uniwersjadę w 1981 roku.